# Таксобены
Таксобены (рум. Taxobeni, Таксобень) — село в Фалештском районе Молдавии. Является административным центром коммуны Таксобены, включающей также сёла Новая Грубна и Вранешты.

## География
Село расположено на высоте 60 метров над уровнем моря.

## Население
По данным переписи населения 2004 года, в селе Таксобень проживает 1349 человек (661 мужчина, 688 женщин).
Этнический состав села:
| Национальность | Число жителей | Процентный состав |
| -------------- | ------------- | ----------------- |
| молдаване      | 1309          | 97.03             |
| украинцы       | 27            | 2.0               |
| румыны         | 7             | 0.52              |
| русские        | 3             | 0.22              |
| гагаузы        | 1             | 0.07              |
| болгары        | 1             | 0.07              |
| прочие         | 1             | 0.07              |
| Всего          | 1349          | 100%              |

## Хозяйство
Село известно развитым овощеводством.

## Достопримечательности
Мемориальный комплекс, посвященный памяти 940-а советским воинам-освободителям, павшим на этом плацдарме в ожесточенных боях с немецкими войсками весной и летом 1944 года (торжественно открыт 9 мая 2013 года).